# Crise politique de 1962 au Sénégal
 (mai 2016).
Si vous disposez d'ouvrages ou d'articles de référence ou si vous connaissez des sites web de qualité traitant du thème abordé ici, merci de compléter l'article en donnant les références utiles à sa vérifiabilité et en les liant à la section « Notes et références ».
La crise politique de décembre 1962 a opposé le président du Conseil Mamadou Dia, ainsi que quatre ministres de son gouvernement, au président de la République Léopold Sédar Senghor. Elle marque la fin du régime parlementaire bicéphale (de type Quatrième République et instauré depuis la création de la fédération du Mali) et le début d'un régime présidentiel dans lequel l'UPS (le parti politique de Léopold Sédar Senghor) deviendra parti unique jusqu'en 1976.

## Contexte historique mondial
Pendant la période de la guerre froide, les ex-puissances colonisatrices voulaient empêcher une montée du communisme en Afrique par la mise en place de régimes francophiles (ou anglophiles) et dociles qui leur permettaient de préserver leurs intérêts économiques.

## Contexte politique avant les événements du 17 décembre 1962

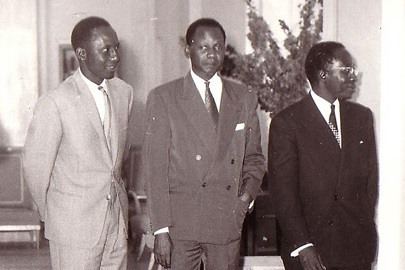
Réception au palais de la république du Sénégal en 1960 (de gauche à droite) Valdiodio N'diaye, Mamadou Dia, Léopold Sédar Senghor.

Alors que le président du Conseil, Mamadou Dia, incarne le sommet de l’État dans un régime parlementaire bicéphale de type Quatrième République (la politique économique et intérieure pour lui, la politique extérieure pour Senghor), ses relations avec le président de la République s’enveniment peu à peu.
Un différend les oppose concernant la politique économique à suivre et le sort à réserver aux députés « affairistes » ayant commis de nombreux abus. Ces députés s’étaient octroyés des augmentations de salaire, avaient pris des crédits dans des banques (qu’ils ne remboursaient pas) et des actions dans des sociétés anonymes, directement ou par l’intermédiaire de leurs femmes ou de leurs enfants. Tout ceci était contraire à la ligne politique du parti. Mamadou Dia leur demande à plusieurs reprises de rembourser leurs crédits et de rendre leurs actions, mais en vain.[réf. nécessaire]
De plus, dans un discours sur « les politiques de développement et les diverses voies africaines du socialisme », le 8 décembre 1962 à Dakar, Mamadou Dia prône le « rejet révolutionnaire des anciennes structures » et une « mutation totale qui substitue à la société coloniale et à l’économie de traite une société libre et une économie de développement ». Il milite pour une rupture plus nette avec la France et prépare une sortie planifiée de l'économie arachidière. Cette volonté, exprimée déjà en 1961 dans un ouvrage, heurte les intérêts économiques français et inquiète les puissants marabouts qui interviennent dans le marché de l’arachide.[réf. nécessaire]
Ce différend devait être réglé, d’un commun accord entre les deux hommes, devant le Conseil national du parti (UPS) le 20 décembre 1962. Mamadou Dia affirme à l'époque : « Si je suis désavoué devant le parti le 20 décembre, je renoncerai à toutes mes fonctions ».
Il est important de rappeler qu’à cette époque, il existait la « primauté du parti dominant sur l’État » (c'est le parti qui choisissait les futurs députés). Cette primauté du parti n'était pas inscrite dans la Constitution mais, comme l'a rappelé Me Abdoulaye Wade lors du procès qui suivit, « il y a dans une Constitution des principes écrits et d’autres non écrits ». Le Gouvernement et l'Assemblée étaient tenus de se soumettre, pour toutes les décisions politiques, à l’arbitrage du Parti. En refusant de s’y soumettre, les députés violaient la « règle du jeu ».[réf. nécessaire]
Le Président Senghor, sachant qu’il serait mis en minorité devant le parti le 20 décembre, va encourager ses amis députés à déposer et à voter une motion de censure au niveau de l’Assemblée nationale pour destituer le Président du Conseil avant cette date.[réf. nécessaire]
Le 14 décembre 1962, Senghor réquisitionne l’armée en la personne du Capitaine Faustin Pereira, le chef des paras commandos de Rufisque, en lui demandant de se tenir prêt à marcher sur Dakar (curieusement, bien avant les événements du 17 décembre). Seul Mamadou Dia, en tant que Chef du Gouvernement et ministre de la Défense, était habilité à réquisitionner l’armée (art. 24 de la Constitution).[réf. nécessaire]
Une autre procédure illégale fut la nomination du Colonel Jean Alfred Diallo par Senghor à la place du général Amadou Fall, en tant que chef d’État-major des Forces armées. Théoriquement, cela ne pouvait se faire qu’en Conseil des ministres, sur proposition du Chef du Gouvernement (qui était également ministre de la Défense).[réf. nécessaire]

## Événements du 17 décembre 1962
Jugeant cette motion de censure irrecevable, Mamadou Dia tente d'empêcher son examen par l'Assemblée nationale en faisant évacuer la chambre le 17 décembre et en empêchant son accès par la gendarmerie. Il fait arrêter quatre députés : Magatte Lô, Moustapha Cisse, Abdoulaye Fofana et Ousmane Ngom.[réf. nécessaire]
La motion de censure est tout de même votée dans l'après-midi au domicile du président de l'Assemblée nationale, Lamine Gueye.
Mamadou Dia est arrêté le lendemain par le détachement de paras-commandos du Capitaine Pereira, avec quatre autres ministres, Valdiodio N'diaye (ministre des Finances), Ibrahima Sar (ministre du Développement), Joseph Mbaye (ministre des Transports et Télécommunications) et Alioune Tall (ministre délégué à la Présidence du Conseil chargé de l’Information).

## Procès et incarcération
Ils sont traduits devant la Haute Cour de justice du Sénégal du 9 au 13 mai 1963. Deux questions essentielles seront évoquées au cours des débats : primauté ou non du parti sur l’État ? Dia avait-il le droit de faire évacuer l’Assemblée nationale et de faire arrêter les 4 députés « frondeurs » ?
Pour Dia et ses partisans, il était évident qu’il existait une primauté du parti sur l’État ; pour leurs adversaires, l’État était au-dessus du parti. Concernant l’arrestation des députés, Dia se justifie en estimant qu’en vertu de l’état d’urgence (encore en vigueur depuis l’éclatement de la fédération du Mali, le 20 août 1960), il était en droit de prendre des « mesures exceptionnelles pour la sauvegarde de la République ». Ses adversaires, eux, estimeront excessive son interprétation de l’état d’urgence.
Alors que le procureur général ne requiert aucune peine précise et sollicite les circonstances atténuantes pour tous les accusés, Mamadou Dia est condamné à la prison à perpétuité. Valdiodio N'diaye, Ibrahima Sar et Joseph Mbaye sont condamnés à 20 ans de prison. Alioune Tall quant à lui est condamné à cinq ans. Ils seront placés à l'isolement au centre spécial de détention de Kédougou (Sénégal oriental).
Lors de leur incarcération, des personnalités comme Jean-Paul Sartre, le pape Jean XXIII ou encore François Mitterrand demandent leur libération. Mais Senghor reste sourd jusqu'au 27 mars 1974, année à laquelle il décide de les gracier et de les libérer. Ils sont amnistiés en avril 1976, un mois avant le rétablissement du multipartisme au Sénégal. Parmi leurs avocats durant cette période, on compte Abdoulaye Wade et Robert Badinter.
Ces événements de 1962 ne sont pas sans rappeler la mise à l’écart de Patrice Lumumba en janvier 1961 au Zaïre (ex-Congo belge).

## Postérité
Le procureur général de l'époque, Ousmane Camara, revient sur le déroulement du procès dans une autobiographie publiée en 2010 : « Je sais que cette haute cour de justice, par essence et par sa composition, (ndlr : on y retrouve des députés ayant voté la motion de censure), a déjà prononcé sa sentence, avant même l’ouverture du procès (…) La participation de magistrats que sont le Président (Ousmane Goundiam), le juge d’instruction (Abdoulaye Diop) et le procureur général ne sert qu’à couvrir du manteau de la légalité une exécution sommaire déjà programmée ».
Le 17 décembre 1992, soit 30 ans après les événements, le général Jean Alfred Diallo, nommé illégalement Chef d'État major par Senghor au moment des événements en remplacement du général Amadou Fall et homme clé de ces événements, déclara : « Mamadou Dia n’a jamais fait un coup d’État contre Senghor … l’histoire du coup d’État, c’est de la pure fabulation ». Un accord conclu entre les militaires stipulait que Jean Alfred Diallo ne devait pas prendre parti ; il rompra le pacte sous la pression des officiers militaires français (le colonel Leblanc notamment) afin qu'il prenne position pour Léopold Sédar Senghor.
Malgré les annonces successives de la révision du procès de Mamadou Dia et de ses acolytes par Abdoulaye Wade au cours des années 2000, cet épisode dramatique de l'histoire du Sénégal reste un sujet délicat car de nombreux politologues et historiens considèrent cet événement comme la première véritable dérive politicienne du régime senghorien,,.

## Autour de la crise politique
- Jacques Foccart, le Monsieur « Afrique » du gaullisme, écrira dans ses mémoires « Dia et Valdiodio étaient dangereux pour la France », estimant que Senghor, l’ami de jeunesse de Georges Pompidou, était le garant des intérêts français.
- Me Robert Badinter, qui était l'avocat de Valdiodio N'diaye durant le procès, dira dans un entretien que ces événements furent « préjudiciables pour des hommes mais surtout pour le Sénégal ».
- Moustapha Drame sera le seul député lors de la séance de l’Assemblée nationale du 7 janvier 1963 à voter contre la mise en accusation de Mamadou Dia et de ses coaccusés devant la Haute Cour de justice. Ce même jour, à la sortie de l’hémicycle, un certain Abdoulaye Wade, futur président de la République, lui dira : « Tu viens de rentrer dans l’histoire du Sénégal ». Le pouvoir en place lui fera chèrement payer ce geste.

### Filmographie
: document utilisé comme source pour la rédaction de cet article.
- Valdiodio N'Diaye : L'Indépendance du Sénégal, un film d'Éric Cloué et Amina N'Diaye Leclerc, Médiathèque des Trois Mondes, 2000, 120 min.
- Les Hommes de l'indépendance : Valdiodio N'Diaye, Centre national de la cinématographie, 2003.
- Président Dia, un film de William Mbaye, Les Films Mama Yandé et Ina, 2013, 55 min - [vidéo] Visionner la vidéo sur Vimeo.